# Micrathena annulata
Micrathena annulata là một loài nhện trong họ Araneidae.
Loài này thuộc chi Micrathena. Micrathena annulata được Eduard Reimoser miêu tả năm 1917.